# Thomas Dietsch
Thomas Dietsch (* 8. August 1974 in Croix) ist ein ehemaliger französischer Radrennfahrer aus dem Elsass, seine größten Erfolge erzielte er im Mountainbike-Marathon.

## Werdegang
Seine Karriere im Mountainbikesport begann Dietsch 1994, zunächst im olympischen Cross Country (XCO). Im Jahr 2000 wurde er Französischer Meister in der Disziplin, Erfolge im Weltcup und bei internationalen Meisterschaften konnte er nicht erzielen.
Seine sportliche Heimat fand Dietsch beim Mountainbike-Marathon (XCM), nachdem dieser Anfang der 2000er Jahre als Disziplin in den Rennkalender der UCI aufgenommen wurde. Bei der erstmaligen Austragung der Disziplin bei den UEC-Mountainbike-Europameisterschaften im Jahr 2002 gewann er die Silbermedaille, 2003 und 2004 wurde er Europameister. In den Jahren 2004 und 2007 stand er auch auf dem Podium der UCI-Mountainbike-Marathon-Weltmeisterschaften. Bis zum Ende seiner Karriere im Jahr 2014 gewann er sieben Mal die nationalen Meisterschaften im MTB-Marathon.
Von 2005 bis 2008 waren Wettbewerbe im MTB-Marathon Bestandteil des UCI-Mountainbike-Weltcups. In diesem Zeitraum entschied Dietsch drei Weltcup-Rennen für sich, in der Saison 2007 gewann er die Weltcup-Gesamtwertung, 2006 und 2008 wurde er jeweils Zweiter. Nach Einführung der UCI-Marathon-Series gewann er im letzten Jahr seiner Karriere zwei Rennen der Serie.
Dietsch ist mehrfacher Teilnehmer des Cross-Country-Etappenrennen Absa Cape Epic, seine beste Platzierung in der Gesamtwertung erreichte er im Jahr 2013 mit Platz 3 zusammen mit Tim Böhme.
Heute (Stand 2021) hat Dietsch ein Fahrradgeschäft in Colmar und leitet das Veloland-Netzwerk, ein Franchise-Konzept der ZEG (Bulls), das Existenzgründer beim Aufbau eines Geschäfts für Fahrräder und Zubehör unterstützt.

## Erfolge
| 2000 - Französischer Meister – Cross-Country XCO 2002 - Europameisterschaften – Marathon XCM 2003 - Europameister – Marathon XCM 2004 - Europameister – Marathon XCM - Weltmeisterschaften – Marathon XCM 2005 - ein Weltcup-Erfolg – Marathon XCM 2006 - Französischer Meister – Marathon XCM 2007 - Weltmeisterschaften – Marathon XCM - ein Weltcup-Erfolg – Marathon XCM - Gesamtwertung UCI-MTB-Weltcup – Marathon XCM - Grand Raid BCVS | 2008 - Französischer Meister – Marathon XCM - ein Weltcup-Erfolg – Marathon XCM 2009 - Französischer Meister – Marathon XCM 2011 - Französischer Meister – Marathon XCM 2012 - Französischer Meister – Marathon XCM 2013 - Französischer Meister – Marathon XCM 2014 - Französischer Meister – Marathon XCM - zwei Erfolge UCI-Marathon-Series |